# Х-31

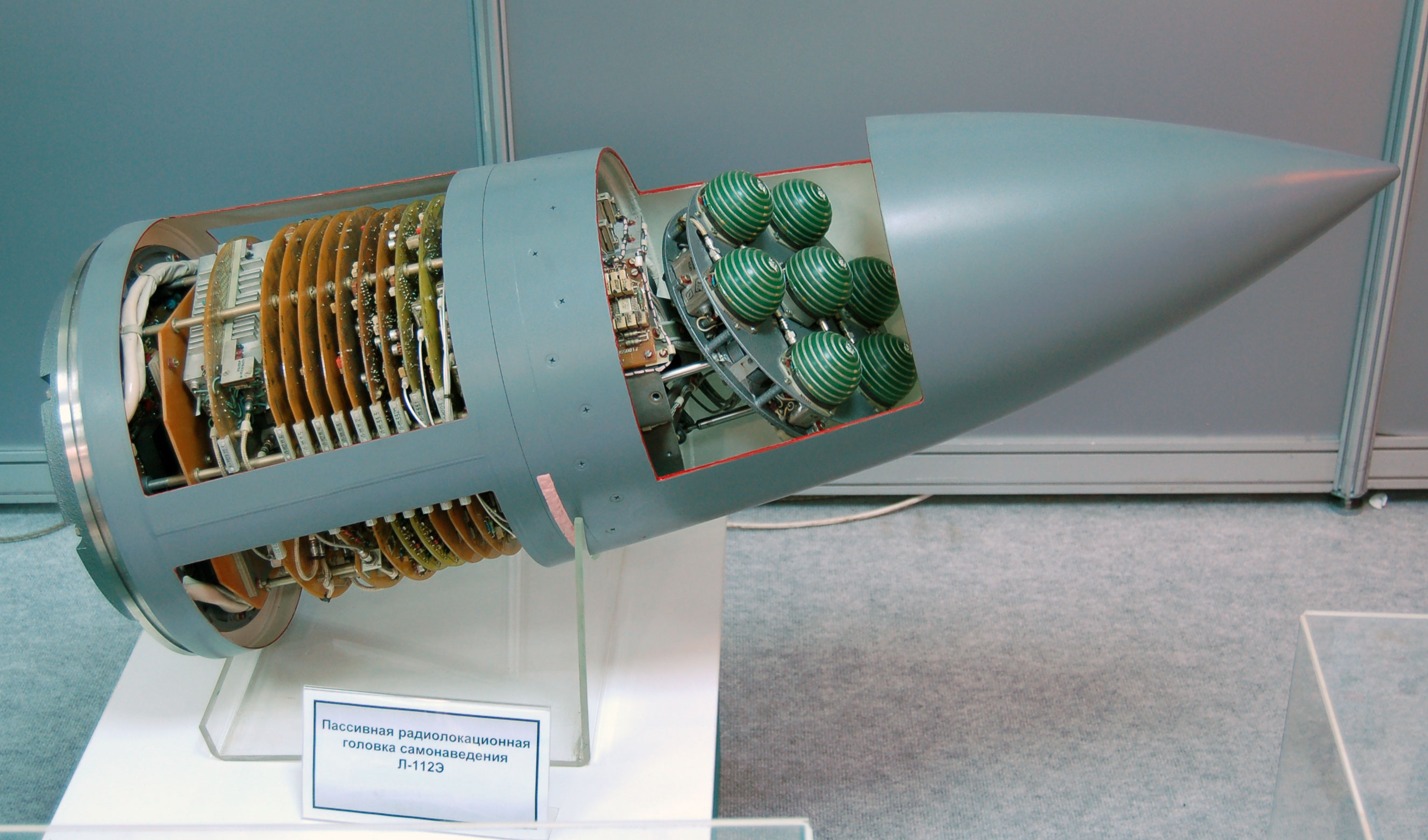
пасивна радіолокаційна головка самонаведення Л-112Е для ракет Х-31. МАКС-2009

Х-31 (кирилична «Х» у індексі, кодове ім'я НАТО — AS-17 Krypton) — радянська/російська тактична керована ракета класу «повітря — поверхня» середньої дальності для таких літаків-винищувачів, як МіГ-29 і Су-27, проте застосовуються також з літаків Су-24, Су-34, Су-35 та МіГ-31. Існують протикорабельний (Х-31А) і протирадіолокаційний (Х-31П) варіанти ракет. Протирадіолокаційна Х-31П і протикорабельна ракети X-31A — це перші у світі серійні бойові авіаційні ракети, оснащені комбінованим прямоточним повітряно-реактивним двигуном, який забезпечує підтримку високої швидкості на всій траєкторії польоту.

## Модифікації
- Х-31П («виріб 77П») — базовий варіант протирадіолокаційної ракети з пасивної радіолокацією ГСНЛ-112. Призначена для знищення РЛС зі складу ЗРК великої і середньої дальності, а також для інших РЛС наземного і морського базування різного призначення. Прийнята на озброєння в 1988 році.[3]
  - Х-31ПД — збільшена дальність пуску до 180—250 км, збільшена потужність БЧ на 15 % (до 110 кг), стартова маса зросла до 715 кг.[4]
  - Х-31ПК — модернізація ракети Х-31П за рахунок оснащення її неконтактним датчиком підриву «Крапля»[5] і БЧ збільшеної ефективності, для ефективного ураження РЛС, в тому числі з винесеними вгору антенними пристроями (до 15 м). Виконана в габаритах Х-31П.[6]
- Х-31А («виріб 77А») — протикорабельна ракета з активною радіолокаційною ГСН АРГС-31(У505). Призначена для ураження кораблів водотоннажністю до 4500 т. Прийнята на озброєння в 1989 році. Поставляється на експорт до Індії. Вперше ракета відкрито продемонстрована в 1991 році на авіаційній виставці в м. Дубай, ОАЕ[7].
  - Х-31АД (Х-31м) — збільшена дальність пуску до 120—160 км, збільшена потужність БЧ на 15 % (до 110 кг), стартова маса зросла до 715 кг.[8]
  - МА-31 (М-31) — ракета-мішень на базі Х-31А. Без ГСН, БЧ і радіовисотомірів (за іншими даними — з американським радіовисотоміром). Призначена для імітації надзвукових ракет при випробуваннях зенітно-ракетних і артилерійських комплексів та відпрацювання навичок щодо відбиття нальоту надзвукових ракет бойовими розрахунками комплексів ППО. Розроблена на базі ракети Х-31А і здійснювала політ, як по низьковисотній траєкторії, для імітації надзвукових протикорабельних ракет, так і з висотної траєкторії для імітації протирадіолокаційних ракет. Поставляється на експорт у США.[9]
    - МА-31Д — варіант мішені із збільшеною дальністю польоту.[9]
- YJ-91 (Інцзю-91, заводське позначення KR-1) — китайський варіант Х-31, що розробляється корпорацією «Хунд Авіейшн індастрі корпорейшн» (англ. Hongdu Aviation Industry Corporation) для озброєння китайських літаків Xian JH-7, JH-7, Xian JH-7, J-8B, Су-27, Су-30, J-10.

## Тактико-технічні характеристики
Головка самонаведення «Л-112»:
- Діапазони частот приймача РЛС — D … F;
- Чутливість приймача ГСН — 60 дБ/мВт;
- Пошук і захоплення цілі під носієм — за даними цілевказівки або автономно;
- Маса апаратури ГСН — 23 кг;
- Габарити відсіку — 0 мм;
  - Діаметр — 360 см;
  - Довжина — 1065 см.
- Стан серійне виробництво.[10]

|                                                            | Х-31П | Х-31ПД | Х-31ПК | Х-31А | Х-31АД | МА-31 |
| ---------------------------------------------------------- | --- | --- | --- | --- | --- | --- |
| Заводський індекс                                          | виріб 77П | | | виріб 77A | | |
| Рік прийняття на озброєння                                 | 1988 | | | 1989 | | |
| ГСН                                                        | Л-112 (Е) пасивна РЛГСН                                                                                               | Л-112 (Е) пасивна РЛГСН                                                                                               | Л-112 (Е) пасивна РЛГСН                                                                                               | АРГС-31 активна РЛГСН                                                                                                 | АРГС-31 активна РЛГСН                                                                                                 | відсутня |
| Двигун                                                     | Прямоточний повітряно-реактивний двигун 31ДПК                                                                         | Прямоточний повітряно-реактивний двигун 31ДПК                                                                         | Прямоточний повітряно-реактивний двигун 31ДПК                                                                         | Прямоточний повітряно-реактивний двигун 31ДПК                                                                         | Прямоточний повітряно-реактивний двигун 31ДПК                                                                         | Прямоточний повітряно-реактивний двигун 31ДПК                                                                         |
| бойові характеристики                                      | | | | | | |
| Мінімальна дальність пуску, км                             | 15 | 15 | 15 | 7,5 | 7,5 | |
| Максимальна дальність пуску, км                            | 110 | 180—250 (при H = 15 км, M = 1,5)                                                                                      | 110 | 70. | 120—160 (при H = 15 км, M = 1,5)                                                                                      | |
| КІВ, м                                                     | 5-8 | 5-8 | 5-8 | 5-7 | 5-7 | |
| Швидкість носія, км/год                                    | 650-1250. | 650-1250. | 650-1250. | 650-1250. | 650-1250. | 650-1250. |
| Мінімальна висота застосування, км                         | 0,1 | 0,1 | 0,1 | 0,1 | 0,1 | 0,5 |
| Максимальна висота застосування, км                        | 15. | 15. | 15. | 15. | 15. | 15. |
| Максимальна швидкість польоту, м/с                         | 1000 (M = 3,1). | 1000 (M = 3,1). | 1000 (M = 3,1). | 1000 (M = 3,1). | 1000 (M = 3,1). | ~ 1000 (М = 3,1 при Н = 18,3 км) ~ 800 (М = 3,1 на рівні моря).                                                       |
| Середня швидкість польоту, м/с                             | 600-700 | 600-700 | 600-700 | 600-700 | 600-700 | 600-700 |
| Можливе перевантаження, g                                  | | | | | | 15 |
| масо-габаритні характеристики                              | | | | | | |
| Довжина, мм                                                | 4700 | 5340 | 4800 | 4700 | 5340 | 4700 |
| Діаметр, мм                                                | 360 | 360 | 360 | 360 | 360 | 360 |
| Розмах крила, мм                                           | 914 | 914 | 954 | 914 | | 914 |
| Розмах рулів, мм                                           | 1005—1125 | 1102 | | 1005 | | 1150 |
| Стартова маса, кг                                          | 600 | 715 | 605 ± 10 | 610 | 715 | 600 |
| Маса палива, кг                                            | | | | | | 55 |
| Маса корисного навантаження, кг                            | | | | | | 113 |
| Маса ракети після завершення роботи стартового двигуна, кг | | | | | | 483 |
| Маса ракети після початку роботи ППРД, кг                  | | | | | | 442 |
| Маса ракети після вичерпання палива, кг                    | | | | | | 389 |
| тип БЧ                                                     | фугасно-проникаюча | фугасно-проникаюча | фугасно-проникаюча | фугасно-проникаюча | фугасно-проникаюча | відсутня |
| Модель БЧ                                                  | | | | 9М2120 | | - |
| Маса БЧ, кг                                                | 87 | 110 | немає даних | 94 | 110 | - |
| Маса ВР, кг                                                | | | | | | - |
| Габарити транспортного контейнера, м                       | colspan="2" | | | | | |
| Маса в стартовому контейнері, кг                           | | | | | | |
| сумісність                                                 | | | | | | |
| Катапультні пристрої:                                      | АКУ-58, АКУ-58-1, АКУ-58АЕ                                                                                            | АКУ-58, АКУ-58-1, АКУ-58АЕ                                                                                            | АКУ-58, АКУ-58-1, АКУ-58АЕ                                                                                            | АКУ-58, АКУ-58-1, АКУ-58АЕ                                                                                            | АКУ-58, АКУ-58-1, АКУ-58АЕ                                                                                            | АКУ-58, АКУ-58-1, АКУ-58АЕ                                                                                            |
| Носії:                                                     | Су-17, Су-24М, Су-27 К-2, Су-27ІБ, Су-30МК (МКІ, МКМ, МК2), Су-35, МіГ-27М, МіГ-29К, МіГ-29КУБ, МіГ-35, Як-141 та ін. | Су-17, Су-24М, Су-27 К-2, Су-27ІБ, Су-30МК (МКІ, МКМ, МК2), Су-35, МіГ-27М, МіГ-29К, МіГ-29КУБ, МіГ-35, Як-141 та ін. | Су-17, Су-24М, Су-27 К-2, Су-27ІБ, Су-30МК (МКІ, МКМ, МК2), Су-35, МіГ-27М, МіГ-29К, МіГ-29КУБ, МіГ-35, Як-141 та ін. | Су-17, Су-24М, Су-27 К-2, Су-27ІБ, Су-30МК (МКІ, МКМ, МК2), Су-35, МіГ-27М, МіГ-29К, МіГ-29КУБ, МіГ-35, Як-141 та ін. | Су-17, Су-24М, Су-27 К-2, Су-27ІБ, Су-30МК (МКІ, МКМ, МК2), Су-35, МіГ-27М, МіГ-29К, МіГ-29КУБ, МіГ-35, Як-141 та ін. | Су-17, Су-24М, Су-27 К-2, Су-27ІБ, Су-30МК (МКІ, МКМ, МК2), Су-35, МіГ-27М, МіГ-29К, МіГ-29КУБ, МіГ-35, Як-141 та ін. |
| економічні показники                                       | | | | | | |
| Вартість за одиницю:                                       | | | | | | $ 550 000 на 1998 рік                                                                                                 |

## Оператори
- Росія — на озброєнні ВПС РФ, за станом на 2010 рік;
- Алжир — на озброєнні ВПС Алжиру, за станом на 2010 рік;
- Венесуела — на озброєнні ВПС Венесуели, за станом на 2010 рік;
- В'єтнам — на озброєнні ВПС В'єтнаму, за станом на 2010 рік;[12]
- Індія — на озброєнні ВПС Індії, за станом на 2010 рік;[12]
- КНР — Х-31 і YJ-91 на озброєнні ВПС КНР, за станом на 2010 рік;[12]
- США — в 1997 році закуплено чотири мішені МА-31, а в 1998 році — ще 9,[12] на постачанні авіації ВМС США, за станом на 2010 рік.[джерело?] Придбані ракети служили прототипом для розробки надзвукової мішені для систем протиракетної оборони кораблів.[13]

### Колишні
- СРСР

## Бойове застосування

### Російсько-грузинська війна
За деякими даними, ракета застосовувалася російськими ВПС під час російсько-грузинської війни 2008 року. Зокрема повідомляється, що 10 серпня 2008 року, літак Су-34 російських ВПС протирадіолокаційною ракетою Х-31 вразив РЛС ППО ЗС Грузії в районі міста Горі, після чого грузинська ППО, з метою уникнення подальших втрат, була відімкнена.

### Російсько-українська війна
24 лютого 2022 року 1 ракета збита над м. Київ.[джерело?]
9 березня 2022 року російським винищувачем було запущено ракети Х-31П по м. Житомиру. Зруйнований будинок та котельня.[джерело?] Одну ракету українська ППО збила у районі Бердичева.
3 квітня 2022 року розрахунок ППО 81 ОАеМБр ЗСУ знищив літак Су-35С зі складу 159 винищувального авіаційного полку ПКС РФ. Пілот літака Сергій Єрмалов потрапив до полону. За словами пілота, він виконував завдання з пошуку українського ППО, його літак був озброєний ракетами Х-31 та керованими бомбами.
20 червня 2022 року чотири ракети Х-31А з російського винищувача та одна ракета типу «Онікс» з берегового ракетного комплексу були спрямовані на м. Очаків, але вони влучили в сільськогосподарські угіддя у передмісті. Потерпілих не було.
14 березня 2023 року російські бомбардувальники Су-24 зайшли з боку моря і завдали ракетного удару чотирма ракетами Х-31П по смт Затока Одеської області. Ракети було знищено українським ППО над морем, але уламками і вибуховою хвилею було пошкоджено одну з будівель дитячого навчального закладу «Золота Рибка» та кілька приватних будинків. Жертв та втрат серед місцевого населення не було.
Уночі 11 вересня 2023 року зс рф застосували тактичну авіацію на Дніпропетровщині, випустивши із літаків Су-34/Су-35 протирадіолокаційні ракети Х-31П та керовані авіаційні ракети Х-59. Попередньо без втрат. Інформація уточнюється.[джерело?]
8 листопада 2023 року влучення Х-31П у цивільне судно під прапором Ліберії, порт м. Одеса. Ракета влучила в надбудову судна в момент його заходу в порт. Внаслідок ворожого удару загинув лоцман. Ще один працівник порту був поранений. Постраждали троє членів екіпажу — громадяни Філіппін. Одного з них ушпиталили.